# Clã Naitō
Clã Naitō (内藤氏, Naitō-shi) foi um clã de samurais  descendentes de Fujiwara no Hidesato. Originariamente foram Daimyōs do Domínio de Koromo  na Província de Mikawa .

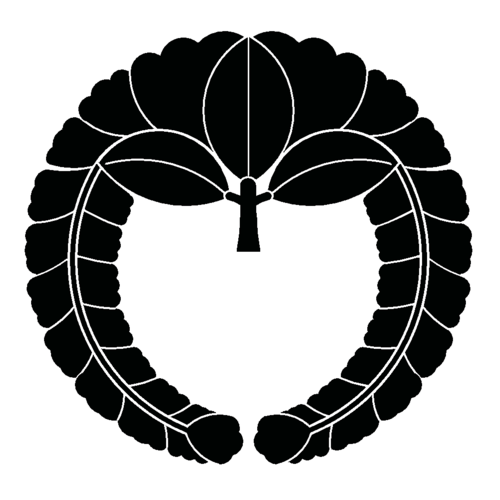
Brasão do Clã Naitō

Sob a liderança de Naitō Ienaga (1546-1600), vassalo de Tokugawa Ieyasu, em 1590 foi-lhe dado o Domínio de Sanuki (Província de Kazusa - 20.000 koku). 
Sob a liderança de Naitō Masanaga (1568-1634). Por seus serviços em Osaka (1615), viu sua receita foi de 50.000 koku, e, em seguida, foi transferido para o Domínio de Iwakidaira (Província de Mutsu - 70.000 koku), em 1622. Transferida em 1747 para o Domínio de Nobeoka (Província de Hyuga - 70.000 koku), a Clã permaneceu lá até a Restauração Meiji quando o líder do Clã passa a ser um Shishaku (visconde) no novo sistema Kazoku.
O Clã sofreu várias divisões originando os seguintes Ramos:
- Um ramo se estabeleceu  no Domínio de Unagaya (1670-1868) (Província de Mutsu - 14.000 koku). Shishaku.
- Um ramo  se estabeleceu no Domínio de Izumi (Província de Mutsu)em 1628 , mais tarde passa a controlar o Domínio de Annaka (Província de Kozuke)em 1702 e em seguida, 1748-1868 o Domínio de Koromo (Província de Mikawa - 20.000 koku). Shishaku..
- O Ramo Nobinari foi originado por Naitō Nobunari (1545-1612). O filho Tokugawa Hirotada e meio-irmão de Tokugawa Ieyasu e que foi adotado por Naitō Kiyonaga. Serviu Ieyasu e, em 1590, ao conquistar o Castelo Nirayama (Província de Izu), pertencente ao Clã Go-Hōjō, recebendo em troca o Domínio de Nirayama com renda de 10.000 koku. Em 1601, foi transferido para Domínio de Sunpu (Província de Suruga - 30.000 koku), e em 1606, para Domínio de Nagahama (Província de Omi - 50.000 koku). Depois de sua morte, este Ramo passa a viver: em 1628 no Domínio de Tanakura (Província de Mutsu); em 1705 no Domínio de Tanaka (Província de Suruga), e finalmente entre 1720-1868 em Domínio de Murakami (Província de Echigo - 50.000 koku). Shishaku.

1. Naitō Nobunari (1564-1612)
2. Naitō Nobumasa (1612-1626)
3. Naitō Nobuteru (1626-1665)
4. Naitō Nobuyoshi) (1665-1695)
5. Naitō Kazunobu  (1695-1725)
6. Naitō Nobuteru (1725-1725)
7. Naitō Nobuoki (1725-1761)
8. Naitō Nobuaki (1761-1762)
9. Naitō Nobu (1762-1781)
10. Naitō Nobuatsu (1781-1825)
11. Naitō Nobuchika(1825-1864)
12. Naitō Nobutami (1864-1868)
13. Naitō Nobuyoshi (1868-1871)

- Um ramo  se estabeleceu no Domínio de Takatō (Província de Shinano - 33.000 koku). Shishaku.
- Um ramo se estabeleceu no Domínio de Iwamurata (Província de Shinano 1693-1868, - 15.000 koku). Shishaku.
- Um ramo se estabeleceu no Domínio de Sano (Província de Shimotsuke)  em 1626, depois foi para o  Domínio de Toba (Província de Shima - 32.000 koku) em 1634.